# Hentzia audax
Hentzia audax là một loài nhện trong họ Salticidae.
Loài này thuộc chi Hentzia. Hentzia audax được Elizabeth Bangs Bryant miêu tả năm 1940.